# کالیفرنیکیشن (آلبوم)
«کالیفرنیکیشن» (به انگلیسی: Californication) آلبومی از رد هات چیلی پپرز است که در ۸ ژوئن ۱۹۹۹ منتشر شد.